# Nilka

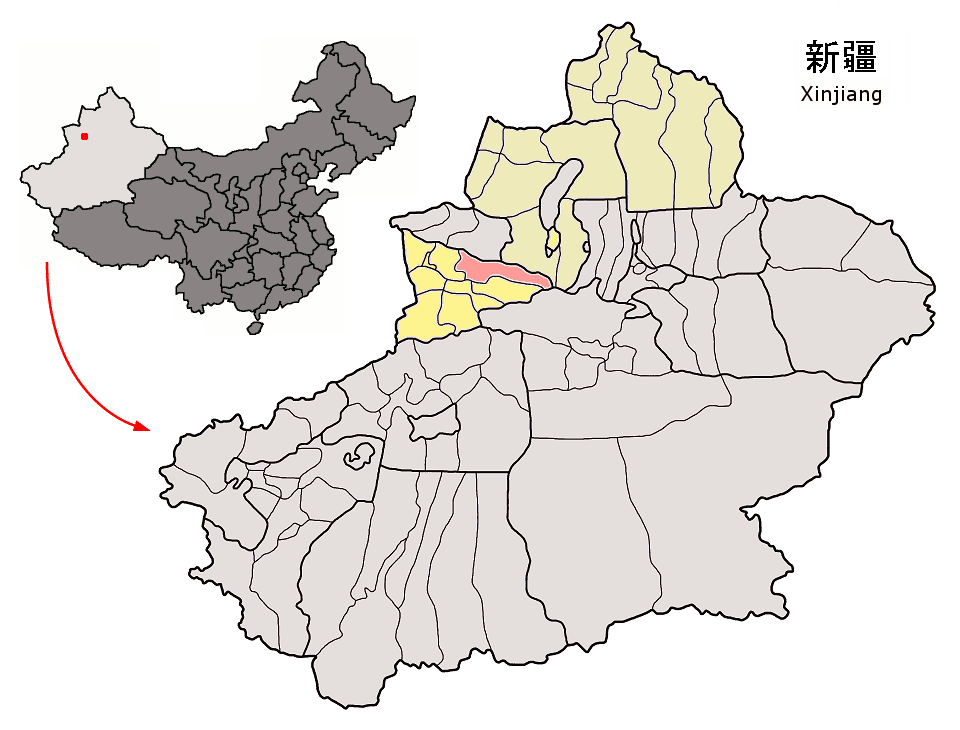
Lage des Kreises Nilka (rosa) im Kasachischen Autonomen Bezirk Ili

Der Kreis Nilka (chinesisch 尼勒克县, Pinyin Nílèkè Xiàn; uigurisch نىلقا ناھىيسى Nilⱪa Naⱨiyisi; kasachisch نىلقى اۋدانى Nılqı Awdanı) ist ein Kreis des Kasachischen Autonomen Bezirks Ili im Nordwesten des Uigurischen Autonomen Gebietes Xinjiang in der Volksrepublik China. Die Fläche beträgt 10.130 Quadratkilometer und die Einwohnerzahl 157.743 (Stand: Zensus 2010). Sein Hauptort ist die Großgemeinde Nilka (尼勒克镇).
Die ca. 2600–2400 Jahre alte Stätte des Kupferbergwerks und Schmelzplatzes von Nulasai (Nulasai tongkuang yizhi) steht seit 2001 auf der Liste der Denkmäler der Volksrepublik China (5-129).